# Muzeum izolátorů a bleskojistek
Muzeum izolátorů a bleskojistek je muzeum v osadě Dvořiště u Obrataně v okrese Pelhřimov, sídlí v bývalém mlýně v čp. 14, založeno bylo v roce 2001. Zřízeno je Františkem Daňkem.

## Expozice
V muzeu jsou uvedeny příklady 6519 izolátorů z různých materiálů a z mnoha států světa jako jsou USA, Čína, Rusko, Brazílie, Kanada a další. Ve sbírce jsou také historické rozvaděče od Františka Křižíka či služební telefony z 20. let 20. století, nejstarším exponátem je izolátor z roku 1874 z Rakouska-Uherska. Na zahradě mlýna jsou sloupy a bleskojistky. Ve sbírce je i historický izolátor z plotu koncentračního tábora v Osvětimi. Sbírka vznikala přibližně 30 let.